# Garfield minus Garfield
Garfield minus Garfield je webový komiks od Dana Walshe z Irska. Z původních komiksů je vymazán kocour Garfield, což v praxi většinou ponechává jeho majitele Jona Arbuckla jako jedinou postavu. Jeho osamělé monology bez odezvy působí temněji až existenciálně nebo paranoidně, protože jeho pesimistické povaze chybí protiváha, kterou v běžných komiksech představuje Garfield.
První strip vyšel 13. února 2008. Dan Welsh začal komiks vydávat pro pobavení svých přátel, ten ale rychle nabral na popularitě a webová stránka autora denně zaznamenávala desítky až stovky tisíc návštěv. Jim Davis, autor původního Garfielda, se opakovaně vyjádřil, že má Garfield minus Garfield v oblibě a označil ho za nejlepší satirickou verzi svého komiksu. Když Davise ohledně komiksu oslovili jeho právníci, odmítl se s Walshem soudit o autorská práva a místo toho ho kontaktoval, aby společně vydali komiks v knižní podobě.
Podobné komiksy o Garfieldovi jsou například Realfield („realistický Garfield“) anebo Silent Garfield (Garfield v okénkách nemá myšlenkové bubliny).